# Rádio - Top 100 (Slovakien)
Rádio - Top 100 (Rádio Top 100 Oficiálna) är Slovakiens nationella spellista, och publiceras av IFPI Czech Republic varje vecka, efter att Slovakien slutade med att själva publicera (SNS IFPI) den 31 december 2009.
Förutom Top 100-listan finns också  Rádio SK 50 Oficiálna, med musik av slovakiska och/eller tjeckiska artister. Onlinversioner av listan publiceras på ifpicr.cz/hitparadask, med Top 100-placeringar.